# Magnus Herrlin (läkare)
Karl Magnus Herrlin, född 18 januari 1878 i Sparreholm, Södermanlands län, död 18 juni 1950 på Lidingö, var en svensk läkare. Han var kusin till Axel, Magnus och Johannes Herrlin.
Herrlin blev medicine licentiat vid Lunds universitet 1908. Han var assistent vid Statens bakteriologiska laboratorium 1911–1913, lärare i militärhygien för värnpliktiga läkare 1921–1922, amanuens i Medicinalstyrelsen 1913–1914, föreståndare för dessa vaccinkontor 1913, medicinalrådsassistent 1915–1917, bostadsinspektör i Stockholm från 1917 och medicinalråd 1929–1943. Herrlin blev riddare av Nordstjärneorden 1932 och kommendör av andra klassen av Vasaorden 1942. Han vilar på Norra kyrkogården i Lund.